# Magdalenapalpus strandtmanni
Magdalenapalpus strandtmanni är en spindeldjursart som först beskrevs av Smiley, Frost och Uri Gerson 1996.  Magdalenapalpus strandtmanni ingår i släktet Magdalenapalpus och familjen Tenuipalpidae. Inga underarter finns listade i Catalogue of Life.